# Luis Gámir Casares
Luis Gámir Casares   (Madrid, 8 de maig de 1942 - Madrid, 15 de gener de 2017) va ser un polític i professor universitari espanyol que fou ministre en els darrers governs de la UCD.

## Biografia
Va néixer el 8 de maig de 1942 a la ciutat de Madrid. Va estudiar dret a la Universitat de Madrid, ampliant posteriorment els seus estudis a la Universitat d'Oxford, on es diplomà en comerç exterior i desenvolupament econòmic. Tècnic comercial i economista de l'Estat, ha estat catedràtic de política econòmica a la Universitat Complutense de Madrid.

## Activitat política
Membre de la Unió de Centre Democràtic (UCD) en les eleccions generals de 1977 fou escollit diputat al Congrés per la província d'Alacant, escó que repetí en les eleccions de 1979. En la formació del govern d'Adolfo Suárez fou nomenat Secretari General Tècnic del Ministeri d'Agricultura, passant a exercir posteriorment la presidència del Banc Hipotecari i la Secretaria General de la Seguretat Social.
En una remodelació del seu govern, Adolfo Suárez el nomenà el maig de 1980 Ministre de Comerç i Turisme, càrrec al qual afegí el desembre de 1981 el Ministeri de Transport i Comunicacions, càrrecs en els quals fou ratificat a l'ascens de Leopoldo Calvo-Sotelo a la presidència del govern.
Després de la dissolució del seu partit entrà a formar part del Partit Popular (PP), del qual en fou coordinador d'economia i membre de l'Executiva Nacional des de 1991. En les eleccions generals de 1993 fou escollit novament diputat, en aquesta ocasió per la província de Múrcia, escó que repetí en les 1996, 2000 i 2004, en aquesta última ocasió per la província de Madrid.
L'any 2006 abandonà el seu escó per esdevenir conseller del Consell de Seguretat Nuclear.